# ديفد كاي (خبير أسلحة)
كان ديفيد أ. كاي (8 يونيو 1940 - 13 أغسطس 2022) خبيرًا أمريكيًا في الأسلحة ومعلقًا سياسيًا وزميلًا بارزًا في معهد بوتوماك للدراسات السياسية. اشتهر بوقته رئيسًا لمفتشي الأسلحة التابعين للأمم المتحدة بعد حرب الخليج الأولى ولقيادته بحث مجموعة مسح العراق عن أسلحة الدمار الشامل بعد غزو العراق عام 2003. عند عرض نتائج المجموعة التي تفيد بوجود أخطاء كبيرة في الاستخبارات قبل الحرب فيما يتعلق ببرامج الأسلحة العراقية، استقال كاي. خدم الجدل الذي تلا ذلك كحافز لتشكيل لجنة استخبارات العراق.

## تعليم
حصل كاي على درجة البكالوريوس في الآداب من جامعة تكساس في أوستن، كما حصل على درجة الماجستير في الشؤون الدولية والدكتوراه من كلية الشؤون الدولية والعامة بجامعة كولومبيا.
كان كاي أستاذًا مساعدًا للعلوم السياسية في جامعة ويسكونسن (ماديسون). عمل كاي لاحقًا في الوكالة الدولية للطاقة الذرية (IAEA) في منصب إداري رئيسًا لقسم التقييم، وبناءً على توصية من البعثة الأمريكية لدى الوكالة، عُيّن كبير مفتشي الأسلحة التابعين للأمم المتحدة من عام 1991 إلى عام 1992. بعد ذلك، شغل منصب نائب رئيس شركة تطبيقات العلوم الدولية (SAIC) من عام 1993 إلى عام 2002. ثم عُيّن مستشارًا خاصًا للاستراتيجية المتعلقة ببرامج أسلحة الدمار الشامل العراقية. وقد حصل على جائزة الخدمة المتميزة من الوكالة الدولية للطاقة الذرية، وشهادة تقدير من وزير الخارجية الأمريكي.
قاد كاي بعد حرب الخليج الثانية عام 1991 فرقًا من مفتشي الوكالة الدولية للطاقة الذرية في العراق للبحث عن الأسلحة الكيميائية والبيولوجية والنووية المحظورة وتدميرها. وعقب الغزو الأمريكي للعراق، عاد إلى البلاد، وعمل مع وكالة الاستخبارات المركزية والجيش الأمريكي في عام 2003 وعام 2004 لتحديد ما إذا كان نظام صدام حسين قد واصل تطوير أسلحة محظورة.

## مجموعة مسح العراق
خلصت أبحاث فريقه إلى أن برامج الأسلحة غير التقليدية العراقية كانت في معظمها تحت السيطرة، مع اكتشاف كميات ضئيلة فقط من المواد المحظورة (وشمل ذلك، على سبيل المثال، عددًا من القوارير التي تحتوي على عوامل بيولوجية مخزنة في ثلاجات منازل علماء عراقيين). لم "يُسَلَّح" أي من هذه المواد — لم يُعثر على أي منها في الصواريخ أو المدفعية، ولم يكن من السهل تثبيتها. تشير هذه الاكتشافات إلى أن بعض الأسباب الرئيسية التي ساقها الرئيس جورج دبليو بوش لشن الحرب على العراق لم تعكس الوضع الحقيقي في ذلك البلد، وتناقضت مع تصريحات كاي نفسه التي أدلى بها قبل الحرب.
قبل حرب عام 2003، وبينما كان مسؤولو الحكومة الأمريكية يروجون لفكرة امتلاك صدام حسين لأسلحة دمار شامل، كان كثيرون يوجهون الصحفيين إلى ديفيد كاي لتعزيز وجهة نظرهم. في سبتمبر 2002، صرّح كاي لصحيفة "يو إس نيوز آند وورلد ريبورت" بأن "العراق ينتهك بشكل واضح الأوامر الدولية بالتخلص من هذه الأسلحة". وقد أقنعت مصداقيته كمفتش أسلحة سابق للأمم المتحدة العديد من المراقبين.
في 23 يناير/كانون الثاني 2004، استقال كاي، مُصرّحًا بأن العراق لم يكن يمتلك أسلحة دمار شامل، وأنه "يعتقد أن مخزوناتٍ منها كانت موجودةً في نهاية حرب الخليج الأولى، وأنّ جهود مفتشي الأمم المتحدة والتدخل العراقي الأحادي تمكّن من التخلص منها". استُبدل كاي بتشارلز دولفر، وقضى الأيام التالية يُناقش اكتشافاته وآرائه مع وسائل الإعلام والمؤسسة السياسية الأمريكية. في 28 يناير/كانون الثاني 2004، شهد قائلًا: "اتضح أننا جميعًا كنا مُخطئين"، و"أعتقد أن الجهد المبذول حتى هذه اللحظة كان مكثفًا بما يكفي لدرجة أنه من المُستبعد جدًا وجود مخزوناتٍ كبيرةٍ من الأسلحة الكيميائية المُستخدمة عسكريًا هناك". ومع ذلك، دافع كاي عن إدارة بوش، مُشيرًا إلى أنه حتى لو لم يكن لدى العراق مخزوناتٌ من الأسلحة، فإن هذا لا يعني أنه لم يكن خطيرًا. كما ألقى كاي باللوم على أخطاء جمع المعلومات الاستخبارية في استنتاجات ما قبل الحرب بشأن أسلحة الدمار الشامل. في الثاني من فبراير/شباط 2004، التقى كاي مع جورج دبليو بوش في البيت الأبيض وأكد أن بوش كان على حق في الذهاب إلى الحرب في العراق ووصف حكومة صدام حسين بأنها "أكثر خطورة بكثير مما توقعنا" عندما كان يعتقد أنه يمتلك أسلحة الدمار الشامل جاهزة للانتشار.

### الشهادة أمام لجان مجلس النواب ومجلس الشيوخ
في شهادته حول تقدم فريق مسح العراق في 2 أكتوبر/تشرين الأول 2003، كشف أمام لجان مجلسي النواب والشيوخ أن الفريق اكتشف أن العراق يمتلك شبكة من المختبرات السرية التي تحتوي على معدات كان ينبغي (ولكن لم يُكشف عنها) لمفتشي الأمم المتحدة. وأضاف أن الفريق عثر على مجمع مختبرات سجن غير مُعلن عنه، ومنشأة لإنتاج طائرات بدون طيار غير مُعلن عنها. كما اكتشف الفريق أن طائرة بدون طيار قد طُيّرت لاختبار مدى 500 كيلومتر، رغم أن الحد الأقصى المتفق عليه كان 150 كيلومترًا. وقال كاي إن العراق كذب على الأمم المتحدة بشأن مدى تلك الطائرة تحديدًا.
شهد بأن العراق أجرى أبحاثًا حول حمى القرم النزفية الكونغولية والبروسيلا، لكنه لم يُبلغ الأمم المتحدة بذلك. كما واصل العراق أعمال البحث والتطوير المتعلقة بالجمرة الخبيثة والريسين دون إبلاغ الأمم المتحدة بذلك.
أخبر كاي اللجان أنه بين عامي 1999 2002، حاول العراق الحصول على تكنولوجيا صاروخية من كوريا الشمالية تُمكّنه من بناء صواريخ بمدى 1300كيلومتر، وهو ما يتجاوز بكثير الحد الأقصى الذي حددته الأمم المتحدة والبالغ 150 كيلومترًا والذي وافق عليه العراق في قرار الأمم المتحدة رقم 687. كما سعى العراق للحصول على صواريخ مضادة للسفن بمدى 300 كيلومتر من كوريا الشمالية.
"وفيما يتعلق بأنظمة التسليم، اكتشف فريق ISG أدلة كافية حتى الآن لاستنتاج أن النظام العراقي كان ملتزماً بتحسينات في أنظمة التسليم كانت لتخرق بشكل دراماتيكي القيود التي فرضتها الأمم المتحدة على العراق بعد حرب الخليج عام 1991،" كما شهد كاي.

### المقابلات اللاحقة
بعد المقابلة، صرّح كاي لإذاعة NPR أن العراق "كان لديه عدد كبير من الأنشطة المتعلقة ببرنامج أسلحة الدمار الشامل". وأضاف: "إذن، كان هناك برنامج لأسلحة الدمار الشامل. كان مستمرًا. كان بدائيًا في كثير من المجالات". كما صرّح كاي بأن العراق كان يحاول استخدام الريسين كسلاح "حتى" عملية تحرير العراق؛ وهو ادعاء لا يدعمه التقرير النهائي لمجموعة مسح العراق.

### الاستقالة
في 23 يناير/كانون الثاني 2004، استقال رئيس مجموعة دراسة العراق، ديفيد كاي، من منصبه، معربًا عن اعتقاده بأنه لن يُعثر على مخزونات أسلحة الدمار الشامل في العراق. وعلّق كاي قائلًا: "لا أعتقد أنها كانت موجودة. ما كان الجميع يتحدث عنه هو مخزونات أُنتجت بعد نهاية حرب الخليج الأخيرة، ولا أعتقد أنه كان هناك برنامج إنتاج واسع النطاق في التسعينيات". وفي إحاطة أمام لجنة القوات المسلحة بمجلس الشيوخ، انتقد كاي معلومات استخبارات ما قبل الحرب بشأن أسلحة الدمار الشامل والوكالات التي أنتجتها، قائلًا: "اتضح أننا جميعًا كنا مخطئين، ربما في رأيي، وهذا أمرٌ مُقلق للغاية". وقبل ذلك بفترة، طلب مدير وكالة المخابرات المركزية، جورج تينيت، من ديفيد كاي تأجيل رحيله: "إذا استقلت الآن، فسيبدو أننا لا نعرف ما نفعله. وكأن الأمور قد بدأت تسوء".
مع ذلك، قال كاي للجنة SASC خلال تقريره الشفوي: "بناءً على المعلومات الاستخباراتية المتوفرة، أعتقد أنه كان من المنطقي التوصل إلى استنتاج مفاده أن العراق يُشكل تهديدًا وشيكًا. الآن، وبعد أن تعرفتم على الواقع على الأرض مُقارنةً بما توقعتموه سابقًا، قد تتوصلون إلى استنتاج مختلف - مع أنني أعتقد أن ما تعلمناه خلال التفتيش جعل العراق مكانًا أكثر خطورة، ربما، مما كنا نعتقده حتى قبل الحرب".
أثبت فريق كاي أن النظام العراقي يمتلك القدرة الإنتاجية والخبرة اللازمة لإنتاج أسلحة كيميائية وبيولوجية في حال رفع العقوبات الاقتصادية الدولية، وهو تغييرٌ سعت إليه بنشاط عددٌ من الدول الأعضاء في الأمم المتحدة. كما اعتقد كاي أن بعض مكونات برنامج أسلحة الدمار الشامل للنظام العراقي السابق قد نُقلت إلى سوريا قبيل غزو عام 2003، مع أن ملحق تقرير دولفر (انظر أدناه) أفاد لاحقًا بعدم وجود دليل على ذلك.
شرح كاي الوضع في العراق قبل الحرب بمزيد من التفصيل في مقابلة أُجريت معه في الأول من فبراير/شباط 2004 على قناة فوكس نيوز صنداي: "أعتقد أن العراق كان مكانًا خطيرًا ويزداد خطورة، لأن ما نلاحظه في الواقع هو أن النظام نفسه كان ينهار. كان ينحدر إلى مستوى أسوأ من الانحطاط الأخلاقي والفساد. كان صدام معزولًا في عالم خيالي قادر على إلحاق أذىً هائلاً وإرهابٍ بمواطنيه، لكن الفساد والكسب المادي كانا السبب الجذري. في الوقت نفسه، نعلم أن هناك جماعات إرهابية في الدولة لا تزال تسعى لامتلاك أسلحة دمار شامل. العراق، رغم أنني لم أجد أي أسلحة، كان يمتلك قدرات هائلة في هذا المجال. كانت ظاهرة السوق على وشك الحدوث، لو لم تحدث؛ بائعون يلتقون بالمشترين. وأعتقد أن ذلك كان ليكون خطيرًا للغاية لو لم تتدخل الحرب."
في السادس من فبراير/شباط 2004، شكل جورج دبليو بوش لجنة استخبارات العراق، وهي لجنة تحقيق مستقلة في المعلومات الاستخباراتية المستخدمة لتبرير حرب العراق والفشل في العثور على أسلحة الدمار الشامل. وأعقب ذلك بفترة وجيزة انتهاء تحقيق مماثل في المملكة المتحدة، وهو تقرير بتلر، الذي قاطعه حزبا المعارضة الرئيسيان بسبب خلافات حول نطاقه واستقلاليته.([4]) في عام 2003، رُصدت ميزانية قدرها 400 مليون دولار للبحث عن أسلحة الدمار الشامل برعاية الولايات المتحدة، مع إضافة 600 مليون دولار في عام 2004.
وكان خليفة كاي، الذي رشحه مدير وكالة الاستخبارات المركزية الأميركية جورج تينيت، هو مفتش الأسلحة السابق في الأمم المتحدة تشارلز دولفر، الذي صرح في ذلك الوقت بأن فرص العثور على أي مخزونات من أسلحة الدمار الشامل في العراق "قريبة من الصفر".

## الحياة الشخصية
وُلِد كاي في هيوستن، تكساس. تقاعد في أوشن فيو، ديلاوير، مع زوجته. توفي بالسرطان في منزله في 13 أغسطس 2022. ترك وراءه زوجته الثانية، وابنته من زواجه الأول، وحفيدين.

## روابط خارجية
- مرات الظهور على سي-سبان
- "Spying on Saddam," Frontline (PBS) interview with David Kay.
- U.S. Intelligence Failures in Iraq.
- David Kay, Ph.D., Senior Fellow.